# Paradise Lake
Paradise Lake är en sjö i den kanadensiska provinsen Ontario.   Den ligger i Regional Municipality of Waterloo, i den sydöstra delen av landet, 500 km sydväst om huvudstaden Ottawa. Paradise Lake ligger 379 meter över havet. Arean är 0,19 kvadratkilometer. Den sträcker sig 0,6 kilometer i nord-sydlig riktning, och 0,7 kilometer i öst-västlig riktning.